# Бойцовское сельское поселение
Бойцовское се́льское поселе́ние — муниципальное образование в Бикинском районе Хабаровского края Российской Федерации. Образовано в 2004 году.
Административный центр — посёлок Бойцово. Расположено в центральной части района, к северу от райцентра города Бикин.

## Население
| 2010 | 2011 | 2012 | 2013 | 2014 | 2015 | 2016 |
| ---- | ---- | ---- | ---- | ---- | ---- | ---- |
| 80   | →80  | ↗85  | ↘83  | ↘81  | ↘80  | ↘78  |
| 2017 | 2018 | 2019 | 2020 | 2021 |      |      |
| ↗81  | ↘74  | ↘70  | ↗78  | ↘41  |      |      |

## Населённые пункты
В состав поселения входят 2 населённых пункта:
| № | Населённый пункт | Тип             | Население |
| - | ---------------- | --------------- | --------- |
| 1 | Бойцово          | посёлок         | ↘25       |
| 2 | Перелесок        | посёлок станции | ↘16       |